# Marcel Jullian
Marcel Jullian (* 31. Januar 1922 in Châteaurenard; † 28. Juni 2004 in Paris) war ein französischer Autor, Publizist, Regisseur und Fernsehproduzent. Er arbeitete für französische Komiker wie Bourvil und Louis de Funès.

## Leben
Jullian schloss sich im Jahr 1940 der französischen Résistance an, wurde von den deutschen Nationalsozialisten verhaftet und zum Tode verurteilt. Durch die Invasion der Alliierten in der Normandie konnte er aus seiner Haft befreit werden. Während der Haft rezitierte er Gedichte Aragons und Rimbauds und stärkte somit die Moral seiner Zellengenossen.
Nach einem Universitätsabschluss in den schönen Künsten (beaux arts) übte Jullian zunächst handwerkliche Berufe aus und arbeitete als Bergmann sowie als Kraftfahrer. Darüber hinaus erwarb er einen Flugschein.
Die Rückkehr zu seinen literarischen Ambitionen erfolgte im Jahr 1955 mit dem Eintritt als Lektor in den Verlag von Amiot-Dumont. Anschließend wechselte er zum Verlagshaus Librairie Académique Perrin. Seinen eigenen Verlag mit dem Namen "Atelier Marcel Jullian" gründete er im Jahr 1978 und brachte die Mémoires d'Espoir, den Memoiren Charles de Gaulles, heraus.

## Werk
Als Autor legte er Bücher über die Geschichte des Zweiten Weltkriegs, über Literatur und mit eigenen Dichtungen vor. Zu seinem ersten Roman L'Oiseau aus dem Jahr 1960 gesellten sich Arbeiten über François Villon, Alphonse Daudet, Charles de Gaulle und Georges Pompidou. Als er schon über siebzig Jahre alt war, verfasste er eine Doppelbiographie über Ludwig XVI. und Robespierre Louis et Maximilien; deux visages de la France. Den Prix Cazes gewann er für den ersten Band seiner Memoiren Mémoires busionnière.
Seine Fähigkeit, auch populäre Drehbücher schreiben zu können, stellte er bei dem Film 100.000 Dollar in der Sonne (Cent mille dollars au soleil), der von Henri Verneuil im Jahr 1964 gedreht wurde, unter Beweis. Im Jahr 1965 folgte mit Le Corniaud sein Beitrag für die Komiker Bourvil und Louis de Funès. Der Film Drei Bruchpiloten in Paris (La grande vadrouille) des Regisseurs Gérard Oury, der auch für das Fernsehen umgesetzt wurde, basiert auf dem Drehbuch Jullians. Im Jahr 1969 arbeitete er für den Film Das Superhirn mit Jean-Paul Belmondo und David Niven als Hauptdarsteller. Ein weiterer Kriegsfilm Le Mur de l'Atlantique und eine Komödie La Folie des grandeurs mit Louis de Funès und Yves Montand in Delusions de Grandeur folgten in den Jahren 1970 und 1971.
Weiterhin konzentrierte sich Jullian auf das Fernsehen. Hierunter finden sich seine Adaption des historischen Romans Les Rois maudits von Maurice Druon, die Fernsehfilme La Tragédie de Vérone, Beau-François und die Verfilmung des Lebens Karls des Großen. Sein letztes Stück war Le Vieil Ours et l'Enfant.
Nach der Aufteilung der alten Fernsehanstalt ORTF wurde Jullian im Januar 1975 Präsident von Antenne 2. Zwei Jahre später musste Jullian jedoch als Präsident zurücktreten.

## Filmografie (Auswahl)
- 1971: Die dummen Streiche der Reichen (La Folie des grandeurs)
- 1980: Auch Mörder haben schöne Träume (Pile ou Face)